# Крестон 1
Крестон 1 (англ. Creston 1) — індіанська резервація в Канаді, у провінції Британська Колумбія, у межах регіонального округу Сентрал-Кутеней.

## Населення
За даними перепису 2016 року, індіанська резервація нараховувала 112 осіб, показавши скорочення на 0,9%, порівняно з 2011-м роком. Середня густина населення становила 14,8 осіб/км².
З офіційних мов обидвома одночасно володіли 5 жителів, тільки англійською — 110. Усього 15 осіб вважали рідною мовою не одну з офіційних, з них усі — одну з корінних мов.
Працездатне населення становило 61,1% усього населення, рівень безробіття — 27,3%.

## Клімат
Середня річна температура становить 7,8°C, середня максимальна – 23,5°C, а середня мінімальна – -11°C. Середня річна кількість опадів – 562 мм.
| Клімат поселення                              | Клімат поселення | Клімат поселення | Клімат поселення | Клімат поселення | Клімат поселення | Клімат поселення | Клімат поселення | Клімат поселення | Клімат поселення | Клімат поселення | Клімат поселення | Клімат поселення | Клімат поселення |
| Показник                                      | Січ.             | Лют.             | Бер.             | Квіт.            | Трав.            | Черв.            | Лип.             | Серп.            | Вер.             | Жовт.            | Лист.            | Груд.            |                  |
| Середній максимум, °C                         | 3,94             | 6,70             | 10,97            | 15,53            | 19,87            | 23,45            | 22,18            | 22,28            | 17,08            | 10,85            | 4,73             | 0,65             |                  |
| Середня температура, °C                       | −3,51            | −0,74            | 3,51             | 8,08             | 12,44            | 16,00            | 18,86            | 18,95            | 13,76            | 7,53             | 1,41             | −2,66            |                  |
| Середній мінімум, °C                          | −10,95           | −8,2             | −3,95            | 0,63             | 4,99             | 8,55             | 15,54            | 15,62            | 10,45            | 4,20             | −1,92            | −5,99            |                  |
| Норма опадів, мм                              | 60               | 45               | 41               | 38               | 49               | 48               | 34               | 32               | 34               | 39               | 73               | 69               |                  |
| Середньомісячна швидкість вітру, м/с          | 2.12             | 2.20             | 2.41             | 2.70             | 2.60             | 2.50             | 2.40             | 2.30             | 2.12             | 2.10             | 2.20             | 2.10             |                  |
| Середньомісячна сонячна радіація, кДж/м²·день | 3702             | 7191             | 11922            | 16718            | 20568            | 22256            | 24102            | 20817            | 14706            | 8663             | 4077             | 2922             |                  |
| --------------------------------------------- | ---------------- | ---------------- | ---------------- | ---------------- | ---------------- | ---------------- | ---------------- | ---------------- | ---------------- | ---------------- | ---------------- | ---------------- | ---------------- |
| Джерело:                                      |                  |                  |                  |                  |                  |                  |                  |                  |                  |                  |                  |                  |                  |